# Glindowsee
Der Glindowsee oder Glindower See liegt im Gebiet der Stadt Werder (Havel) am südlichen Rand der Kernstadt Werder und östlich ihres Ortsteils Glindow, im Landkreis Potsdam-Mittelmark, Brandenburg. Der See ist etwa 1,95 km² groß und 3,26 km lang; an der breitesten Stelle ist er 1000 m breit. Der südliche Teil bei Petzow wird als Grellbucht bezeichnet.
Der See ist unter dem Namen Glindowsee (GdS) eine sogenannte sonstige Binnenwasserstraße des Bundes und gehört zur Potsdamer Havel, einer Nebenstrecke der Unteren Havel-Wasserstraße, für die das Wasserstraßen- und Schifffahrtsamt Spree-Havel zuständig ist.

## Geographie
Der Glindowsee liegt südwestlich von Werder/Havel beginnend am Schwielowsee in einer Linie mit dem Petzower Haussee, dem Großen Plessower See und dem inzwischen verlandeten Krielower See in Richtung Schmergow fast parallel zur Havel. Er hat im Norden eine nicht immer Wasser führende grabenartige Verbindung mit dem Großen Plessower See. An der schmalsten Trennstelle im Osten zur Havel wurde 1701 der Strenggraben ausgehoben und die Strengbrücke gebaut.

## Geologie

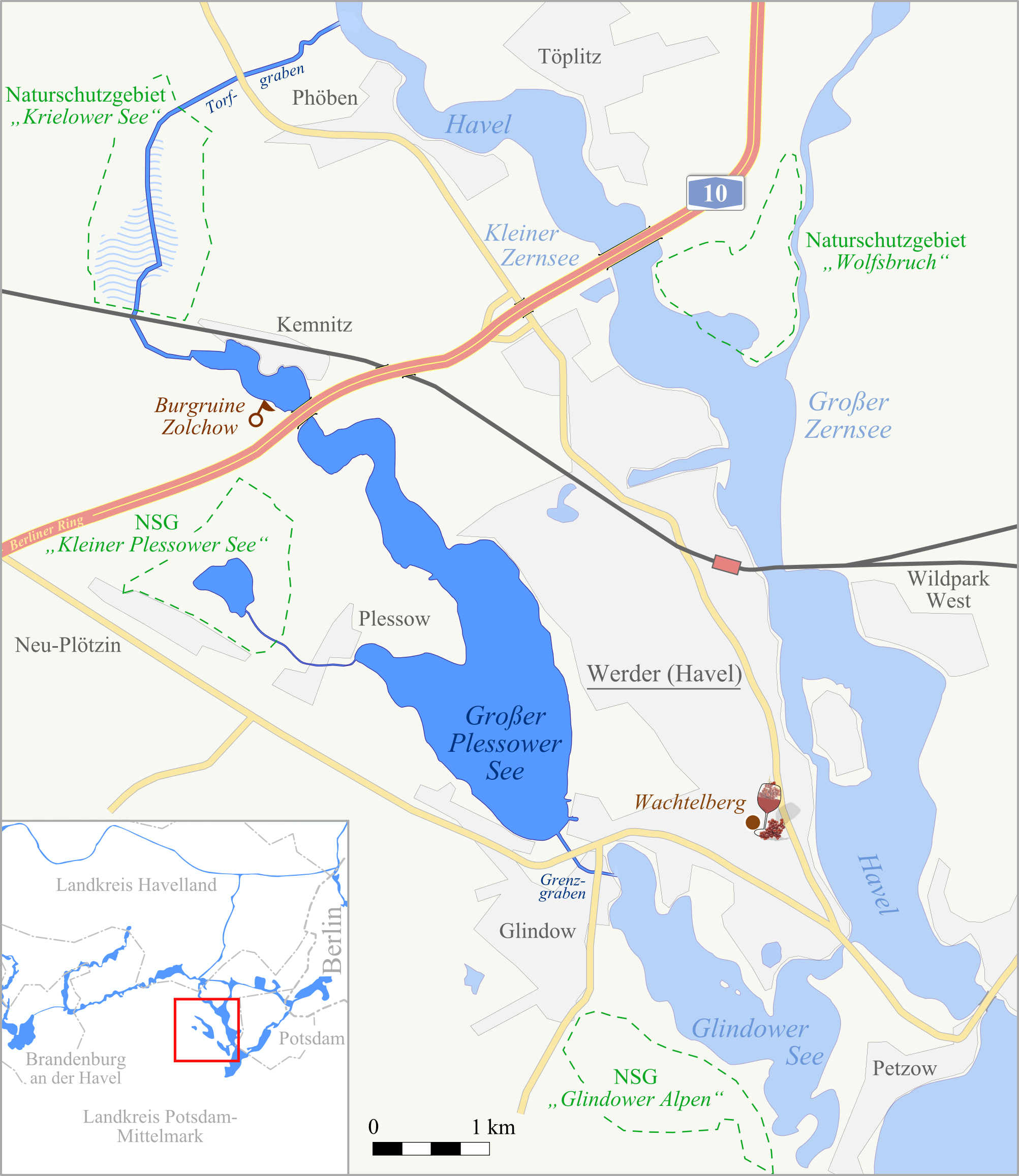
Glindowsee

Der Glindowsee liegt in einer eiszeitlichen Rinne, die vor etwa 19.000 Jahren im Zuge des Weichselhochglazials entstand. Getrennt wird er von der Havel durch einen Höhenzug, der aus Resten von Stauchmöränen besteht.

## Hydromorphologie

### Wassertiefen, Schichtung und ökologischer Zustand
Die durchschnittliche Wassertiefe des Sees beträgt 5 m, und die tiefste Stelle wird mit 14 m angegeben. Der Referenzzustand des Sees, also derjenige, den er ohne menschlichen Einfluss hätte, wird als mesotroph eingeschätzt. 2009 war sein Wasser aber polytroph, 2014 gering eutroph. Nach der EG-Wasserrahmenrichtlinie wird der ökologische Zustand des Glindowsees 2017 auf einer fünfstufigen Skala mit 5 (= „schlechter Zustand“; Umweltziel der WRRL wird völlig verfehlt) angegeben. Der chemische Zustand wird mit 3 (= „mäßiger Zustand“; Umweltziel der WRRL wird knapp verfehlt) bewertet. Vom Typ her ist er ein kalkreicher, geschichteter See mit relativ großem Einzugsgebiet und der Schichtung des Wassers in verschiedenen Temperatur- bzw. Konvektionsebenen. Die Sichttiefen liegen auch im Sommer auf Grund des geringen Anteils an Phytoplankton bei mehr als zwei Metern.

### Seegrund
Der Seegrund ist feinsandig bis grobkiesig.

### Uferbereich und Pflanzen
Das östliche flach abfallende Ufer wird von einem sumpfigen Schilfgürtel gesäumt. Seeseitig vorgelagert gibt es einen breiten Schilfrohrgürtel mit dichten Rohrkolbenbeständen und Binsenbewuchs (Cladium mariscus). Im flachen Wasser wächst Kalmus. Das westliche Ufer ist steilabfallend und bewaldet. Der See ist rundherum bebaut.

## Siehe auch

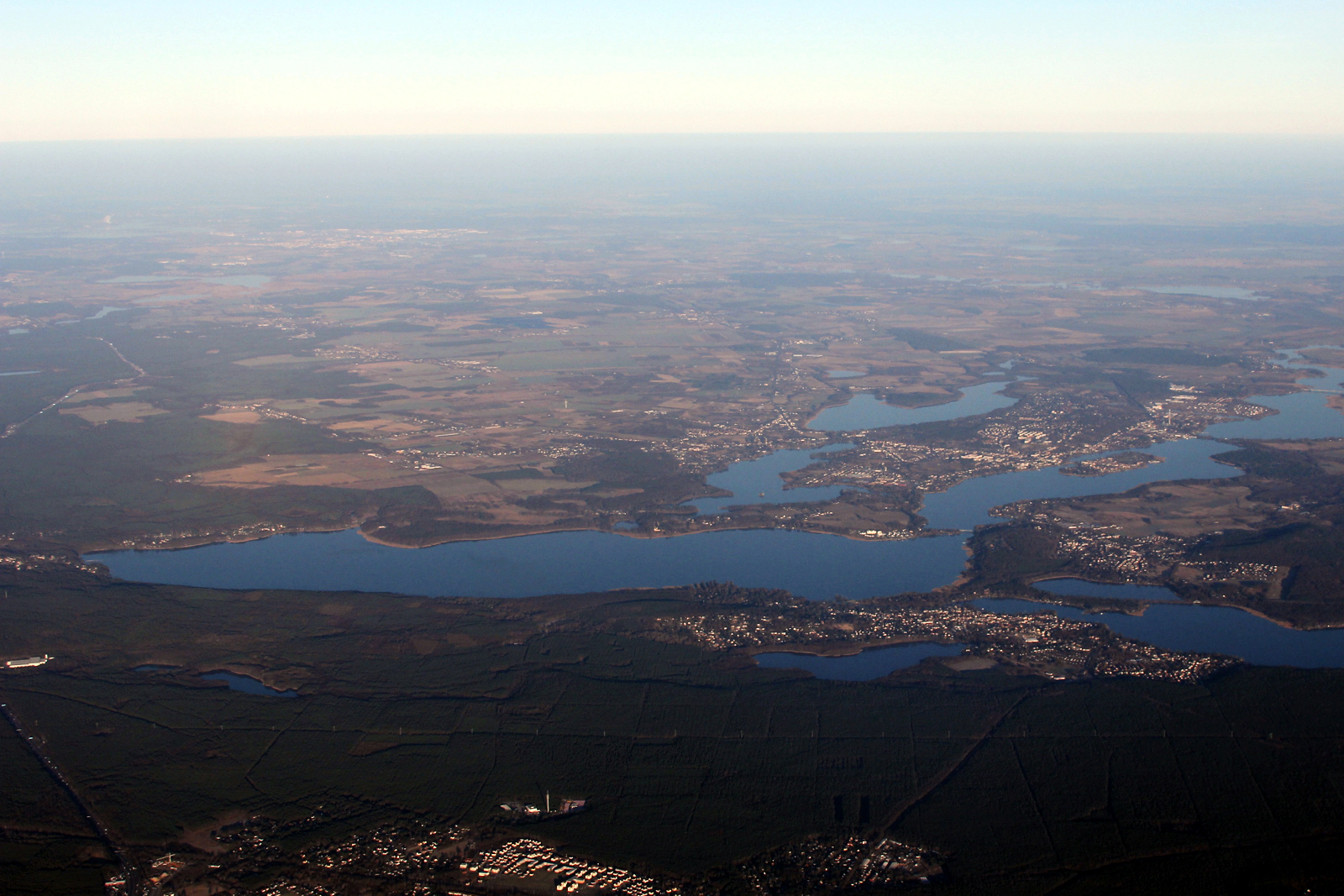
Glindowsee und Schwielowsee